# Campionati italiani assoluti di scherma del 2000
I Campionati italiani assoluti di scherma del 2000 sono stati organizzati dalla Federazione Italiana Scherma e si sono svolti a Livorno in Toscana dal 1 al 5 maggio..
Nel fioretto, si sono aggiudicati i titoli dei campionati italiani Gianmarco Amore, alla sua prima affermazione, e Valentina Vezzali che consegue il suo ottavo titolo nazionale individuale dopo aver battuto in finale Giovanna Trillini.
Nella spada Diego Confalonieri ha vinto tra gli uomini, mentre tra le donne c'è stato il successo di Elisabetta Castrucci, entrambi al loro primo successo.
Nella sciabola Raffaello Caserta ha vinto il titolo nazionale maschile, mentre Gioia Marzocca quello femminile, entrambi al loro primo successo.
Nei campionati italiani a squadre maschili il Centro Sportivo Carabinieri ha vinto in tutte e tre le specialità.
Nei campionati italiani a squadre femminili, sempre le Fiamme Oro hanno vinto nel fioretto (2º titolo), oltre che nella spada (2º titolo), mentre nella sciabola il Petrarca Padova ha vinto il suo primo titolo.
Margherita Zalaffi ha vinto l'oro sia con la squadra di spada che di fioretto, evento molto raro nella scherma moderna. Bisogna attendere i Campionati italiani assoluti di scherma del 2016 per vedere la stessa persona vincere medaglie in due armi diverse nello stesso campionato.

## Podi

### Uomini
| Specialità  | Oro                                               | Argento | Bronzo |
| Individuali |                                                   |         |        |
| Fioretto    | Gianmarco Amore                                   | -       | -      |
| Spada       | Diego Confalonieri                                | -       | -      |
| Sciabola    | Raffaello Caserta                                 | -       | -      |
| A squadre   |                                                   |         |        |
| Fioretto    | Carabinieri Salvatore Sanzo -                     | -       | -      |
| Spada       | Carabinieri Diego Confalonieri -                  | -       | -      |
| Sciabola    | Carabinieri Raffaello Caserta Giampiero Pastore - | -       | -      |

### Donne
| Specialità  | Oro                                               | Argento                                | Bronzo                           |
| Individuali |                                                   |                                        |                                  |
| Fioretto    | Valentina Vezzali                                 | Giovanna Trillini                      | -                                |
| Spada       | Elisabetta Castrucci                              | -                                      | -                                |
| Sciabola    | Gioia Marzocca                                    | -                                      | -                                |
| A squadre   |                                                   |                                        |                                  |
| Fioretto    | Fiamme Oro Valentina Vezzali Margherita Zalaffi - | Club scherma Jesi Claudia Pigliapoco - | -                                |
| Spada       | Fiamme Oro Margherita Zalaffi -                   | -                                      | -                                |
| Sciabola    | Petrarca Padova Anna Ferraro -                    | U.S. Pisascherma Elisa Vanni -         | C.N. Posillipo Irene Di Transo - |